# Luca Bazzoli
Luca Juliano Bazzoli (* 1. November 2000 in Bad Homburg vor der Höhe) ist ein deutsch-italienischer Fußballspieler.

## Karriere
Nach seinen Anfängen in der Jugend des 1. FC Erlensee wechselte er im Sommer 2016 in die Jugendabteilung des FSV Frankfurt. Nach 23 Spielen in der A-Junioren-Bundesliga, bei denen ihm ein Tor gelang, wurde er im Sommer 2018 in den Kader der ersten Mannschaft in der Regionalliga Südwest aufgenommen. Dort entwickelte er sich in seiner dritten Spielzeit zum absoluten Stammspieler und wechselte daraufhin im Sommer 2021 ligaintern zur zweiten Mannschaft des VfB Stuttgart. Auch dort entwickelte er sich zum Stammspieler und gehörte im Frühjahr 2022 und im Frühjahr 2023 auch in insgesamt acht Spielen dem Spieltagskader der ersten Mannschaft in der Bundesliga an, kam allerdings nicht zum Einsatz.
Nachdem er für seinen Verein in zwei Spielzeiten 52 Ligaspiele bestritten hatte, bei denen ihm insgesamt zwei Tore gelangen, wechselte Bazzoli im Sommer 2023 zum Drittligisten Preußen Münster. Dort kam er auch zu seinem ersten Einsatz im Profibereich, als er am 5. August 2023, dem 1. Spieltag, beim torlosen Heimunentschieden gegen Borussia Dortmund II in der Startformation stand. In seiner ersten Saison, die er für Preußen Münster bestritt, gelang ihm der Aufstieg in die 2. Fußball-Bundesliga. In der Saison 2024/25 gehörte Bazzoli vor allem gegen Ende der Spielzeit zu den Stammkräften, erhielt 21 Einsätze, darunter innerhalb der letzten zwölf Begegnungen zehn über die volle Spielzeit. Damit trug er maßgeblich zum Klassenerhalt bei. Sein Vertrag lief jedoch zum Saisonende aus und wurde nicht verlängert, so dass er ablösefrei zum Drittligisten Rot-Weiss Essen wechselte.

## Erfolge
Preußen Münster
- Aufstieg in die 2. Bundesliga: 2024